# اسپیتزر ۲۱۶۰

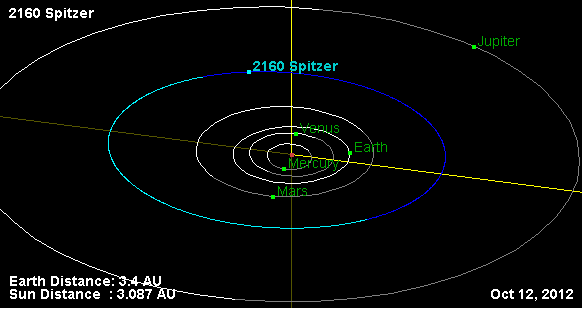
نمایی از محل قرارگیری سیارک اسپیتزر ۲۱۶۰ در مدار – ۲۰۱۲

سیارک ۲۱۶۰ (به انگلیسی: 2160 Spitzer، نامگذاری:1956RL) دو هزار و صد و شصتمین سیارک کشف شده‌است که در ۷ سپتامبر ۱۹۵۶ کشف شد.
قدر مطلق سیارک برابر ۱۲٫۱۰ است.